# Flugunfall der Ameriflight im Februar 1999
Ein Flugunfall der Ameriflight im Februar 1999 ereignete sich am 12. Februar 1999. Dabei verunglückte eine Frachtmaschine des Typs Beechcraft C99 der Frachtfluggesellschaft Ameriflight während eines Fluges vom Tonopah Airport in Nevada zum Eastern Sierra Regional Airport in Kalifornien, wobei der einzige an Bord anwesende Pilot starb. Die Unfalluntersuchung führte den Unfall auf ein disziplinloses und grob fahrlässiges Handeln des Piloten zurück.

## Flugzeug
Bei der betroffenen Maschine handelte es sich um eine Beechcraft C99. Die Maschine wurde im Jahr 1983 endmontiert und trug die Werksnummer U-205. Die US-amerikanische Fluggesellschaft Ameriflight betrieb sie zuletzt mit dem Luftfahrzeugkennzeichen N205RA. Das zweimotorige Regionalverkehrsflugzeug, das aufgrund einer nicht vorhandenen Druckkabine für Flüge in vergleichsweise geringen Flughöhen ausgelegt war, war mit zwei Turboprop-Triebwerken des Typs Pratt & Whitney Canada PT6A-36 ausgestattet. Die kumulierte Betriebsleistung der Maschine bis zum Unfall belief sich auf 20.522 Betriebsstunden.

## Flugzweck und Insasse
Mit der Maschine wurde an dem Tag ein Frachtflug durchgeführt. Es befand sich lediglich ein Pilot an Bord.

## Unfallhergang
Der Maschine flog um 09:30 Uhr in Tonopah ab, der Flug der 73 Meile langen Flugstrecke nach Bishop sollte nach Sichtflugregeln durchgeführt werden. Das Flugzeug beförderte zum Zeitpunkt des Unfalls keine Fracht. Die Maschine kam nicht am Ziel an.

## Unfalluntersuchung
Nach dem Unfall wurde eine Suchaktion eingeleitet und das Wrack wurde schließlich am 14. Februar an den Osthängen des White Mountain im Inyo National Forest auf 9.500 Fuß Höhe gefunden.
Ein Zeuge gab an, beobachtet zu haben, wie das Flugzeug in einer Höhe von 7.000 bis 8.000 Fuß flog, als es in den Trace Plumas Canyon am White Mountain einflog und allmählich nach links abbog. Das Flugzeug verschwand dann aus dem Blickfeld des Zeugen. Der Canyon führt zur Unfallstelle. Nach Angaben von Ameriflight sollte der Pilot das Unternehmen verlassen, da er sich erfolgreich auf eine Position als Kapitän von größeren Maschinen beworben hatte. Der Flug an diesem Tag sollte sein letzter entlang dieser Route sein. Mehrere Bekannte des in Tonopah ansässigen Piloten berichteten, dass er beabsichtigt habe, eine Kamera mitzunehmen und während des Fluges einige landschaftlich reizvolle Orte entlang dieser Route zu fotografieren.